# Suimanga de Whyte
El suimanga de Whyte (Cinnyris whytei) és un ocell de la família dels nectarínids (Nectariniidae).

## Hàbitat i distribució
Habita els boscos de les muntanyes de Zàmbia, Malawi i Tanzània

## Taxonomia
Ha estat considerat part del suimanga d'Angola (Cinnyris ludovicensis), del qual va ser separat arran els treballs de Bowie et al. 2016.